# Les Frustrés
Les Frustrés sont une série de bande dessinée humoristique de la Française Claire Bretécher publiée de 1973 à 1981 dans l'hebdomadaire généraliste de centre-gauche Le Nouvel Observateur, dans la lignée des Salades de saison publiées dans Pilote de 1971 à 1973.
Les « frustrés » sont des chroniques d'hommes et de femmes, souvent issus d'un milieu intellectuel aisé, confrontés à leurs petits tracas quotidiens. Soixante-huitards sur le déclin, bourgeois-bohème, cadres moyens ou encore femmes émancipées, échangent leurs idées sur de courtes histoires en noir et blanc et permettent à l'auteur d'exprimer diverses réflexion sur la société. Les thèmes traités sont très variés : méthodes et problèmes d´éducation, conflit entre les générations, émancipation des femmes, vie conjugale et ses crises, décadence de la société, politique, etc. Il n'y a pas de personnages récurrents.
Les Frustrés ont été traduits en italien, castillan, danois, allemand, anglais, néerlandais, finnois, suédois, norvégien, et portugais.

## Histoire de publication
Après plusieurs années passées à travailler pour les hebdomadaires jeunesse de bande dessinée franco-belge, Claire Bretécher entre en 1969 à Pilote, plutôt destiné aux adolescents. Dès l'année suivante, elle réalise des pages pour les Actualité, série de récits courts souvent humoristiques où l'équipe du journal commente le temps présent, travail qu'elle apprécie peu. Rapidement, elle traite de manière très satirique ses actualités pour mettre en scène les travers de ses contemporains, et particulièrement de ceux qu'elle connaît le mieux, les classes moyennes et supérieures urbaines de gauche, en des histoires d'une ou deux pages au format régulier. À partir de 1971, ces récits sont publiés indépendamment des actualités sous le titre Salades de saison, et font l'objet d'un album en 1973.
Lorsque Bretécher entre au Nouvel Observateur, elle reprend ce format dès sa première publication, dans le numéro du 24 septembre 1973. La quatrième histoire, publiée le 15 octobre 1973, est intitulée « La Page des frustrés », titre qui figure au-dessus de chaque planche à partir du numéro du 29 octobre. En 1975, elle publie à compte d'auteur un premier recueil de ses planches. Celui-ci, ainsi que les quatre suivants, connaît « un succès considérable » et est traduit en plusieurs langues. En 1981, Bretécher décide de cesser de publier chaque semaine dans le Nouvel Obs.

## Commentaires
Valant à son auteur la qualification en 1976 de « meilleure sociologue de l’année » par Roland Barthes, sa page des Frustrés est, selon Jean Daniel, « en profondeur, et au second degré, l’une des chroniques les plus efficacement politisées de notre hebdomadaire ». D’après Florence Montreynaud, les « conformistes de l’anticonformisme », dont les Frustrés de Brétecher font le portrait, « sont aussi les lecteurs du Nouvel Observateur », à savoir « les snobs, les fils de bourgeois gauchisants, les mous, les durs, les sexistes, les féministes, les parents laxistes et leurs affreux jojos ».
Dans cette série, tout comme dans Salades de saison, Bretécher utilise en priorité la langue pour faire de ses personnages des « archétypes sociaux ». Tics de langage, maniérismes, langue de bois : le langage de la bourgeoisie intellectuelle urbaine française des années 1970 y est fidèlement retranscrit dans son évolution, ce qui permet à l'auteure de mieux montrer les contradictions, voire la vacuité, des interrogations permanentes de ses personnages.
Dans la lignée de Jules Feiffer, une de ses principales sources d'inspiration, Bretécher utilise généralement dans Les Frustrés une disposition des cases extrêmement régulière (gaufrier) et des dessins qui se répètent beaucoup (itération iconique), ce qui lui permet de mieux mettre en valeur les rares variations de posture des personnages et ainsi, de maximiser l'effet humoristique porté par le texte.

## Albums
- Série originale de cinq albums édités par l'auteure :

1. Les Frustrés, 1975.
2. Les Frustrés 2, 1976.
3. Les Frustrés 3, 1978[11].
4. Les Frustrés 4, 1979.
5. Les Frustrés 5, 1980.

- Les Frustrés, France Loisirs, 2 volumes, 1978-1979. Recueil reprenant les 4 premiers volumes.
- Les Frustrés, Presses Pocket, 5 volumes, 1987. Édition poche
- Les Frustrés, auto-édition, 1996. Recueil des 5 volumes.
- Les Frustrés t. 1, Librio, coll. « Librio BD », 2005. Édition poche
- Les Frustrés : Morceaux choisis, Dargaud, 2008. Édition spécialement réalisée pour Le Nouvel Observateur.  (ISBN 978-2-505-00488-2)

## Traductions

### Périodiques
- (it) 35 publication dans Linus no 106 à 160, 1974-1978[12].
- (es) Los Frustrados, dans Totem (es) no 3 à 17, 1977-9[13].

### Albums
- (it) I frustrati (trad. Nicoletta Pardi), 5 vol., Bompiani, 1977-1981. Réédité en poche entre 1984 et 1987.
- (da) De frustrerede (trad. Niels Ufer), 5 vol., Informations Forlag, 1978-81.  (ISBN 8787792001, 8787792060, 8787498979, 8701082213 et 8775140144)
- (de) Die Frustierten (trad. Rita Lutrand et Wolfgang Mönninghoff), 5 vol., Rowohlt, 1978-1980.  (ISBN 3498004484, 3498004514, 3498004573, 3498004654 et 3498004670)
- (en) National Lampoon presents Claire Bretécher (trad. ?), National Lampoon, 1978.  (ISBN 0930368940) Recueil d'histoires tirées des Frustrés.
- (nl) De gefrustreerden (trad. Frans van der Wiel puis Monique Raebel), 5 vol., Espee / Van Gennep, 1978-81.  (ISBN 9060123964, 9060124049, 9060124294, 9060124359 et 9064770298)
- (fi) Turha joukko (trad. Soile Kaukoranta), 2 vol., Kirjayhtymä, 1980-1.  (ISBN 951261927X et 9512620316)
- (sv) De frusterade (trad. Britta Gröndahl), 5 vol., Hammarström & Aberg, 1980-?.  (ISBN 8449912229)
  - Bretéchers bästa, Hammarström & Åberg, 1986.  (ISBN 9176380572) Compilation reprenant principalement des planches des Frustrés.
  - Oss kvinnor emellan, Hammarström & Åberg, 1987.  (ISBN 9176380955) Compilation reprenant des planches des Frustrés et des Mères.
  - Bretécher om barn, Hammarström & Åberg, 1987.  (ISBN 9176380734) Compilation reprenant des planches des Frustrés et des Mères.
- (no) De frusterte, Pax, 1 vol., 1981. (OCLC 603095195)
- (es) Los frustrados (trad. Victor Mora), 4 vol., Ediciones Junior, 1982-4.  (ISBN 8474193052, 8474193168, 8474193680 et 847419413X)
- (en) Frustration (trad. Angela Mason et Pat Fogarty), Methuen :

1. Frustration, 1982.  (ISBN 0413512509)
2. More frustration, 1983.  (ISBN 0413537609)
3. Still more frustration, 1986.  (ISBN 0413141403)

- (it) Tutti frustrati (trad. Nicoletta Pardi), Bompiani Editore, 1991.  (ISBN 884521785X) Intégrale.
- (pt-BR) Os Frustrados (trad. Henrique Magalhães), 1 vol., Marca de Fantasia, coll. « Repertório » no 10, 2012.  (ISBN 9788579990458)

### Autres
- (de) Isabelle Jue et Nicole Zimmerman, Le Français avec les Frustrés, Rowohlt, 1988. Manuel de français illustré par des extraits des Frustrés.  (ISBN 3499184230)
- (de) Isabelle Jue et Nicole Zimmermann, Plus de français avec les Frustrés, Rowohlt, 1989. Suite du précédent.  (ISBN 3499185393)